# ديفيد باور
ديفيد باور (بالإنجليزية: David Power)‏ هو لاعب كرة مضرب أمريكي، ولد في 1944 في شيكاغو في الولايات المتحدة.